# اینواوئه تتسوجیرو
اینواوئه تتسوجیرو (به ژاپنی: 井上 哲次郎 Inoue Tetsujirō)؛ ۲۵ دسامبر ۱۸۵۶ – ۹ نوامبر ۱۹۴۴) فیلسوف، استاد دانشگاه، نویسنده، و سیاستمدار اهل ژاپن بود.